# Diplostephium pearcei
Diplostephium pearcei là một loài thực vật có hoa trong họ Cúc. Loài này được Sprague ex Sprague & S.F.Blake mô tả khoa học đầu tiên năm 1928.